# Trojaniw
Trojaniw (ukr. Троянів; pol. Trojanów) – wieś na Ukrainie, w obwodzie żytomierskim, w rejonie żytomierskim.
Pod rozbiorami siedziba gminy Trojanów w powiecie żytomierskim guberni wołyńskiej.
Wieś położona około 23 km na południowy zachód od Żytomierza.

## Urodzeni
- Aharon Dawid Gordon